# Дер штурм
Дер штурм (напад, јуриш) је међународни уметнички покрет око часописа „Дер штурм“ у време експресионизма у Берлину у Немачкој

## Историја
"Дер штурм“ је уметнички правац и покрет које је у живот увео и организовао 1910. године Херварт Валден и које спада међу најзначајније фазе развоја савремене уметности и које се усредсредило около часописа „Дер штурм“, недељника који се посветио литератури и критици који је излазио у Берлину и Бечу. Са „Дер штурмом“ су сарађивали уметници од којих је најзначајнији био Оскар Кокошка. Часопис је излазио до 1932. године али је цео покрет на врхунцу био од 1910. – 1913. године. На прву изложбу Валден је позвао фовисте Оскара Кокошку, Василија Кандинског и Георга Мунха и уклопио је у њу групу „Плави јахач“ и "Мост".
Овај покрет није био усмерен само на немачки експресионизам већ је сједињавао многе савремене покрете у уметности са циљем да рашири видик у савременој уметности из целе Европе и тако је 1913. године из Лондона у Берлин Валден довео за први међународни салон у Немачкој футуристе, - Робер Делонеа затим и савремене уметнике Пола Клеа, Ханс Арпа, Мондријана и друге.

## Референсе
1. ↑  Prehledny kulturni slovnik Václav Kocourek- Mlada Fronta, Праг 1964.